# Republik Pisa

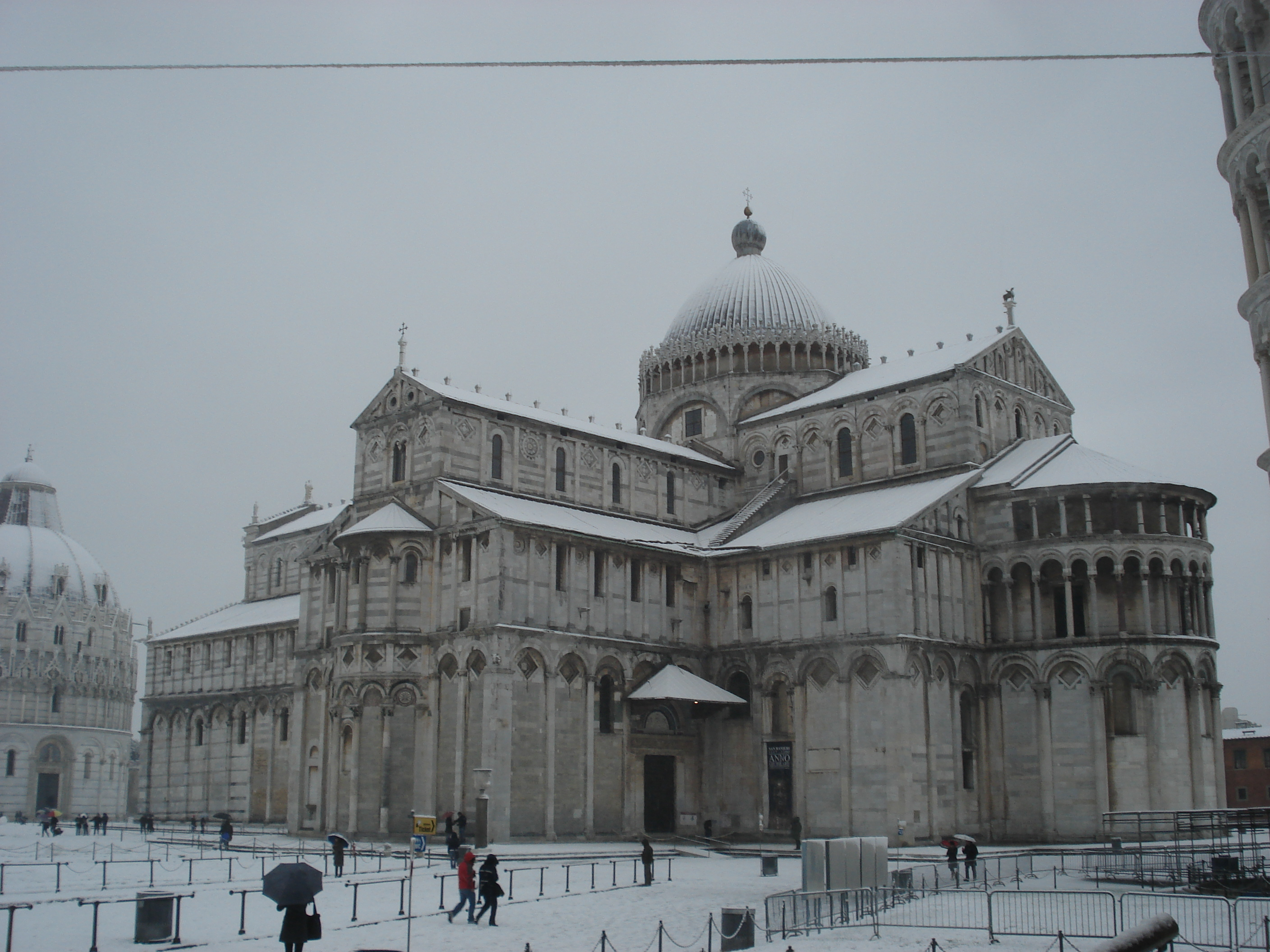
Der Dom zu Pisa wurde im 11. und 12. Jahrhundert gebaut. Finanziert wurde der Bau durch die Plünderung von Mahdia.

Die Republik Pisa (italienisch Repubblica di Pisa) war ein de jure dem Heiligen Römischen Reich unterstehender, tatsächlich aber weitgehend unabhängiger italienischer Stadtstaat in der Toskana, der vom 11. bis zum 15. Jahrhundert bestand und eine wichtige wirtschaftliche und politische Macht mit mehreren Stützpunkten und Kolonien im westlichen Mittelmeerraum bildete.

## Geschichte

### Aufstieg

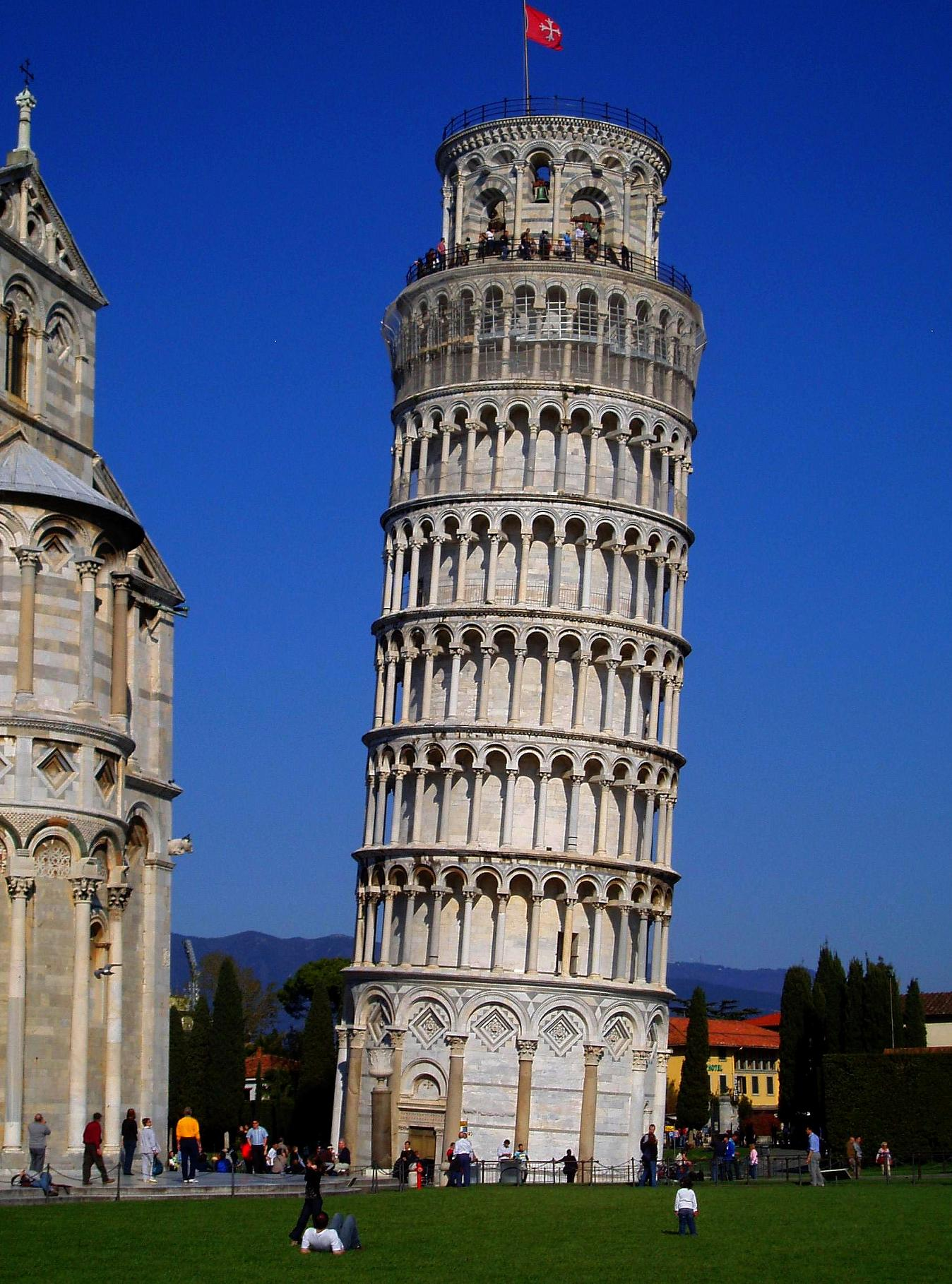
Der ikonische Schiefe Turm von Pisa wurde vom 11. bis 14. Jahrhundert errichtet.

Im Hochmittelalter entwickelte sich die toskanische Stadt Pisa zu einem wichtigen Seehandelszentrum im Mittelmeer und verfügte über eine der bedeutendsten Kriegs- und Handelsflotten ihrer Zeit. 
Dabei stand Pisa im ständigen Konflikt mit den Sarazenen um die Kontrolle der Seewege. Eine der finanziellen Grundlagen des Aufstiegs Pisas beruhte auf der Plünderung Reggio di Calabrias im Jahr 1005. Im Bündnis mit Genua eroberte Pisa 1016 Sardinien; der Sieg über Mujāhid al-'Āmirī (lateinisch: Mogehidus) verlieh Pisa eine Vormachtstellung im Tyrrhenischen Meer. Als Pisa die Genuesen von Sardinien vertrieb und 1051/52 Admiral Jacopo Ciurini Korsika für Pisa in Besitz nahm, kam es zum dauerhaften Konflikt der beiden Seemächte, der erst im 15. Jahrhundert endete. 
Zwischen 1030 und 1035 besiegte Pisa mehrere rivalisierende Städte im Emirat Sizilien und eroberte Karthago in Nordafrika. Mit dem Ziel der Einnahme Palermos, der Hauptstadt des Emirats, suchte Pisa 1063 das Bündnis mit Roger I., der einen jahrzehntelangen Kampf gegen die Muslime führte, um sich ganz Sizilien unterzuordnen. Doch waren Rogers Truppen anderweitig gebunden, und der alleinige Angriff Pisas von See her scheiterte.
Im Jahr 1060 führte Pisa seine erste Schlacht gegen Genua. Der Sieg der Pisaner trug dazu bei, ihre Position zu festigen. Papst Gregor VII. erkannte 1077 die von den Pisanern eingeführten „Gesetze und Bräuche des Meeres“ an, und der deutsch-römische Kaiser, Heinrich IV., verlieh ihnen das Privileg, eigene Konsuln zu ernennen (siehe Geschichte Italiens, Abschnitt „Kommunen, Signorien, Reichspolitik“). Dies kam einer Anerkennung der bestehenden Verhältnisse gleich, denn der nominelle Feudalherr Pisas, der Markgraf der Toskana, hatte seine Macht über die Stadt längst verloren. Pisa plünderte 1088 Mahdia, die Hauptstadt von Ifrīqiya. Vier Jahre später halfen pisanische und genuesische Schiffe Alfonso VI. von Kastilien, El Cid aus Valencia zu vertreiben. Im Jahr 1092 verlieh Papst Urban II. Pisa offiziell die Herrschaft über Korsika und Sardinien und erhob das Bistum Pisa zum Erzbistum.

### Niedergang
Die Rivalität der Seerepubliken Pisa und Genua verschärfte sich im 13. Jahrhundert und erreichte seinen Höhepunkt in der Seeschlacht bei Meloria (1284), die in unmittelbarer Nähe des Hafens der Stadt Pisa ausgetragen wurde und den Niedergang derselben einleitete. Pisa unterlag und musste alle Ansprüche auf Korsika aufgeben. Im Jahr 1299 verkaufte es Genua einen Teil Sardiniens; weitere Verluste folgten hier ab 1323 (Eroberung Cagliaris und Galluras durch das Königreich Aragonien).
Angesichts der schwierigen wirtschaftlichen und politischen Lage seiner Republik verkaufte der Herr von Pisa, Gherardo Appiani, am 13. Februar 1399 die Stadt und ihr Herrschaftsgebiet gegen die Zahlung von 200.000 Goldgulden an Gian Galeazzo Visconti von Mailand. Tatsächlich bewahrte Pisa jedoch seine Selbstbestimmung und herrschte weiterhin über einen Teil der toskanischen Küste, bis es 1406 von den Söldnern Angelo Tartaglia und Muzio Attendolo Sforza besetzt wurde, die den Anschluss Pisas an die Republik Florenz betrieben.
Mit der Herrschaft der Florentiner nahm der Niedergang Pisas seinen Lauf. Der Handel, der seit Jahrhunderten Pisas Wohlstand begründete, ging zurück. Einige der wichtigsten pisanischen Familien wanderten in andere italienische Staaten aus, insbesondere in das Königreich Sizilien.

## Territorien

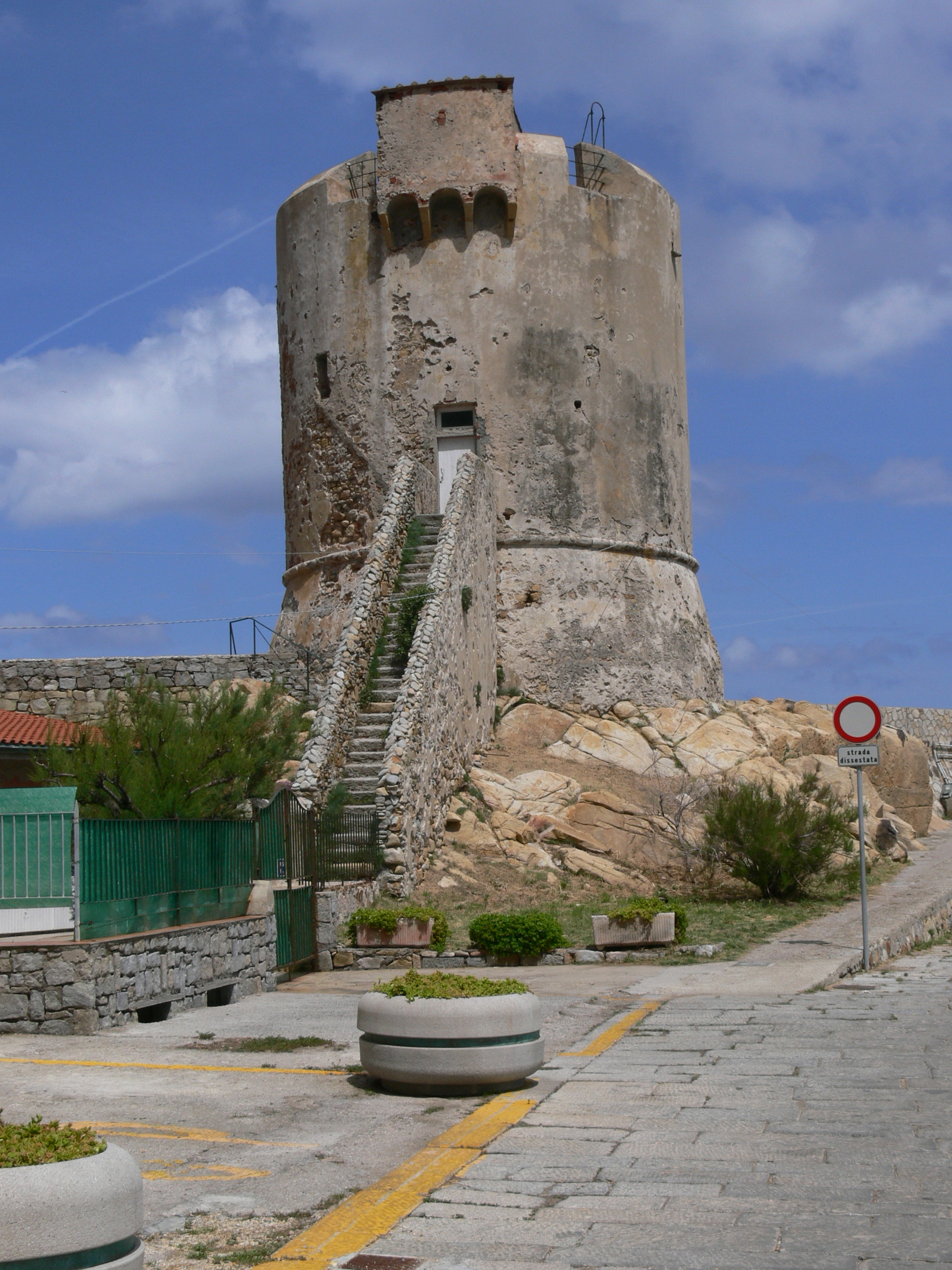
Wachturm der Republik Pisa auf Elba zur Verteidigung gegen sarazenische Piraten

Das der Republik Pisa unterworfene Gebiet hat im Laufe der Jahrhunderte bedeutende Veränderungen erfahren. Zur Zeit der großen politischen und wirtschaftlichen Expansion verfügte die Republik über eigene Vertretungen mit Handelsstützpunkten und Lagerhäusern in vielen Küstenstädten des Mittelmeers, etwa in Gaeta, Neapel, Salerno, Messina, Palermo, Trapani, Mazara del Vallo und Tunis.
Die pisanischen Truppen gehörten zu den ersten, die 1099 während des Ersten Kreuzzuges Jerusalem eroberten. Dabei wurden sie von ihrem Erzbischof, Dagobert von Pisa, dem späteren lateinischen Patriarchen von Jerusalem, angeführt. In der ganzen Levante, dem Byzantinischen Reich und den Kreuzfahrerstaaten Palästinas, insbesondere in Konstantinopel, wo ihnen Kaiser Alexius I. Comnenus besondere Anlege- und Handelsrechte gewährte, Antiochia am Orontes, Latakia, Tyrus und Tripoli im Libanon, Akkon und Jaffa in Palästina und Alexandria und Kairo in Ägypten erhielten die Pisaner Privilegien und Steuerfreiheit, mussten aber im Kriegsfall zur Verteidigung dieser Städte beitragen. Im 12. Jahrhundert lebten im pisanische Viertel von Konstantinopel 1.000 Menschen. Eine Zeitlang war Pisa der prominenteste Handels- und Militärverbündete der Byzantiner und übertraf sogar die Republik Venedig. Die bekannte Società dei Vermigli wurde in Tyrus (Libanon) gegründet und Teil der Verteidigung der Stadt gegen Saladin im Jahr 1187.
Pisas Einfluss erstreckte sich auch auf die großen Inseln des Tyrrhenischen Meeres:
- Sardinien von 1207 bis 1324,
- Korsika von 1050 bis 1295,
- Balearen von 1115 bis 1184. Die pisanischen Kaufleute gehörten zu den Initiatoren der Expedition der Kreuzzügler zu den Balearen 1113–1115.[8]

Nach der Niederlage von Meloria (1284) schrumpfte das Territorium der Republik allmählich und beschränkte sich auf die Küste und das unmittelbare Hinterland von Migliarino bis Piombino mit den Inseln Elba, Gorgona, Pianosa, Giglio und Giannutri und den Exklaven von Castiglione della Pescaia und Porto Ercole.
Der Hafen der Stadt Pisa, dem eine Schlüsselstellung für die gesamte Wirtschaft der Republik zukam, wurde durch Türme auf der Meerseite und Festungen auf den Hügeln im Hinterland verteidigt, so etwa Lari auf dem oberen Hügel, Crespina, Fauglia, Castellina, Rosignano und schließlich Livorno mit dem Porto Pisano, ein wichtiger Ausgang, um das westliche Mittelmeer zu beherrschen, während das Gebiet, das den Arno mit der Era kreuzte, durch die Burgen von Appiano, Petriolo, Montecuccoli und Ponsacco geschützt wurde.
Zum Landesinnern hin, im langjährigen Kampf mit den angrenzenden Republiken, Lucca, Florenz und Volterra, schwankte der Grenzverlauf ständig, da die Burgen von Buti, Palaia, Peccioli, Montopoli (bis 1349), Lajatico, Chianni (bis 1325), Santa Maria a Monte, Pontedera und Vecchiano umstritten waren. Die wichtigsten Bollwerke Pisas waren die Festung Verruca in der Nähe von Calci, die als Eckpfeiler der Gebirgsverteidigung an der Grenze zu Lucca diente, das vom antiken Lago di Bientina bis zum Serchio mit den Burgen Caprona, Vicopisano, Asciano und Agnano reichte. Auf der florentinischen Straße, die den Zugang nach Pisa blockierte, befand sich die Burg von Cascina, Schauplatz einer wichtigen Schlacht.
Das Gebiet der Maremma südlich des Hafens von Vada wurde im Namen der Republik von den pisanischen Grafen Gherardesca verwaltet; schützende Burgen befanden sich in den Städten Guardistallo, Bibbona, Riparbella Suvereto u. a.